# Миллард, Фрэнк
Фрэнсис Эдвард «Фрэнк» Миллард (англ. Francis Edward "Frank" Millard; 31 мая 1914, Норт-Адамс, Массачусетс, США — 14 июля 1958, Норт-Адамс, Массачусетс, США) — американский борец вольного стиля, серебряный призёр Олимпийских игр по борьбе. 

## Биография
Фрэнк Миллард был столяром из Норт-Адамса, и он никогда не имел тренера, осваивая борьбу сам. К 1936 году в его активе были всего лишь два титула чемпиона страны в рамках Юношеской христианской организации. Тем не менее, по результатам отборочных соревнований, был выбран для участия в Олимпийских играх, где завоевал серебряную медаль в полулёгком весе.
См. таблицу турнира
После Олимпийских игр в 1938 году стал чемпионом США по версии AAU (Союза спортсменов-любителей). 
Жил в родном городе, работал столяром. Умер в 1958 году.